# Aci Castello
Aci Castello település Olaszországban, Szicília régióban, Catania megyében. Lakosainak száma 17 852 fő (2023. január 1.). Aci Castello Aci Catena, Acireale, Catania, San Gregorio di Catania és Valverde községekkel határos.

## Népesség
A település népességének változása:
| Lakosok száma | 18 674 | 18 577 | 17 852 |
|               | 2017   | 2018   | 2023   |